# Daucus sativus
Daucus sativus là một loài thực vật có hoa trong họ Hoa tán. Loài này được Roehl. mô tả khoa học đầu tiên.